# Doudrac
Doudrac település Franciaországban, Lot-et-Garonne megyében. Lakosainak száma 108 fő (2022. január 1.). Doudrac Sainte-Radegonde, Bournel, Cavarc, Ferrensac és Mazières-Naresse községekkel határos.

## Népesség
A település népességének változása:
| Lakosok száma | 115  | 81   | 97   | 90   | 94   | 84   | 90   | 104  | 106  | 108  |
|               | 1968 | 1982 | 1990 | 2006 | 2013 | 2015 | 2017 | 2019 | 2020 | 2022 |